# Chery A13
La Chery A13, chiamata anche Chery Fulwin 2, è un'autovettura prodotta dal 2013 dalla casa automobilistica cinese Chery Automobile.

## Descrizione

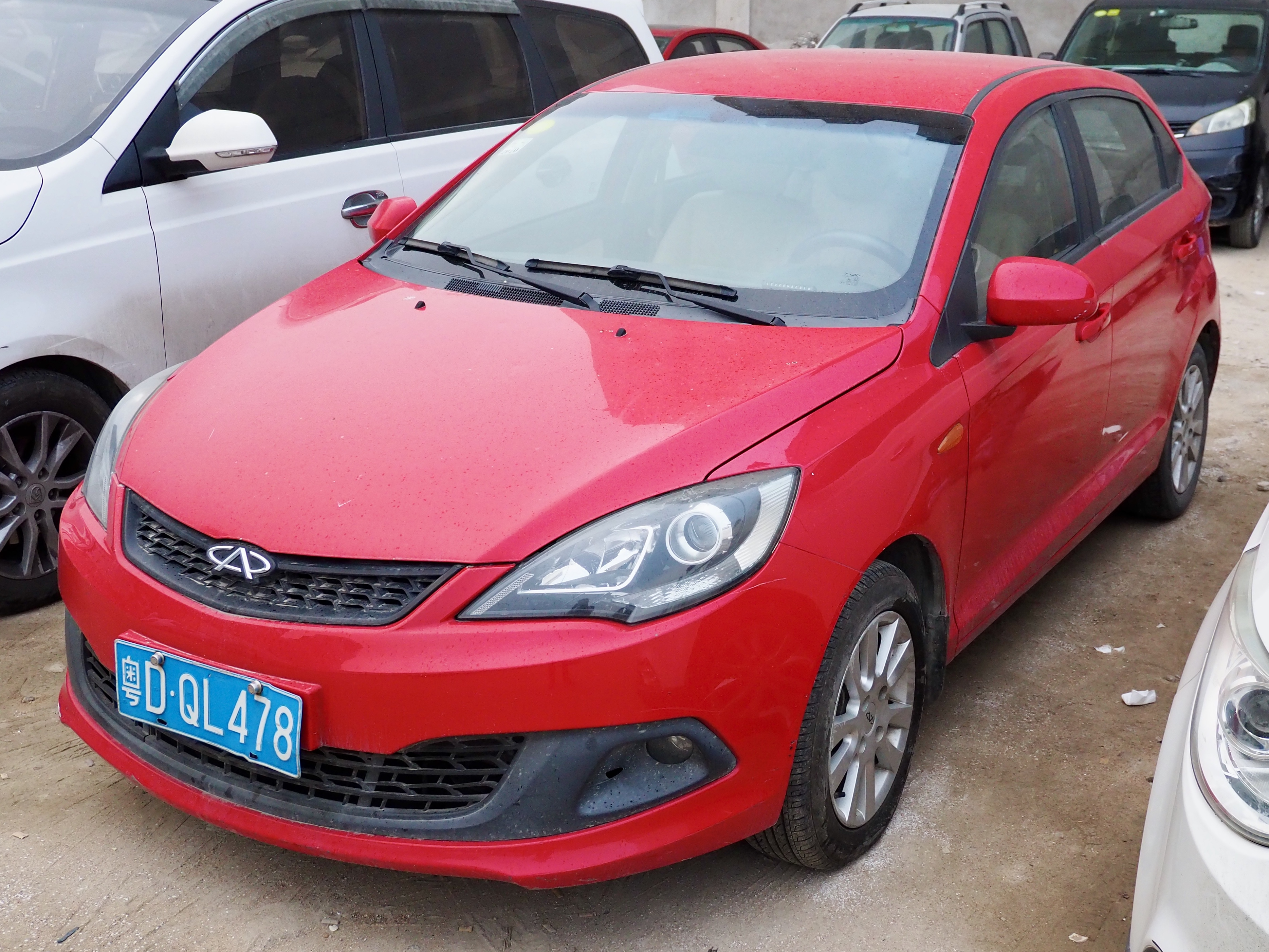
A13 restyling

La vettura che va a sostituire la Chery A15 (Cowin), è stata presentata per la prima volta al Salone dell'Auto di Pechino 2008. 
Oltre ad essere prodotta e venduta in Cina, la A13 è stata prodotta dal 2011 anche in Ucraina, su licenza dalla ZAZ con il nome di ZAZ Forza. Le auto assemblate in Ucraina sono state esportate e vendute anche in Russia, con il nome di Chery Very (versione hatchback) e Chery Bonus (berlina 3 volumi). La vettura è stata costruita anche in Iran ed è stata commercializzata da Modiran Vehicle Manufacturing con il nome di MVM 315. Nel 2014 la produzione è stata avviata anche in Brasile per il mercato sudamericano, nello stabilimento di Jacarei.
Nei crash test effettuati dall'ente C-NCAP nel 2011 il veicolo ha ottenuto quattro stelle e un punteggio complessivo di 43,1.
La A13 al lancio era disponibile con un motore a benzina aspirato quattro cilindri da 1,5 litri a 16 valvole della famiglia Chery Acteco, con una potenza massima di 109 cavalli (80 kW) erogata a 6000 giri/min e una coppia massima di 140 N·m disponibile a 3000 giri/min. La velocità massima è di 160 km/h.
La versione restyling, presentata al Salone di Guangzhou nel 2012, si distingue per un frontale  completamente riprogettato, caratterizzato da nuovi fari, un paraurti rinnovato e una griglia anteriore. Durante il Salone di Shanghai del 2013 è stata introdotta una variante simile a un crossover, rialzata e dotata di protezioni in plastica per la carrozzeria.